# توماس كوك (قسيس)
توماس كوك (بالفرنسية: Thomas Cooke)‏ (و. 1792 – 1870 م) هو قسيس كندي، ولد في تروا ريفيير، توفي في تروا ريفيير، عن عمر يناهز 78 عاماً.

## مناصب
تولى منصب أسقف.